# Proasellus slavus
Proasellus slavus là một loài chân đều trong họ Asellidae. Loài này được Remy miêu tả khoa học năm 1948.